# 1722
- Wikisource

| Calendário gregoriano                                                        | 1722 MDCCXXII                        |
| Ab urbe condita                                                              | 2475                                 |
| Calendário arménio                                                           | 1171 – 1172                          |
| Calendário bahá'í                                                            | -122 – -121                          |
| Calendário budista                                                           | 2266                                 |
| Calendário chinês                                                            | 4418 – 4419 Início a 16 de fevereiro |
| Calendário copta                                                             | 1438 – 1439                          |
| Calendário etíope                                                            | 1714 – 1715                          |
| Calendários hindus - Vikram Samvat - Calendário nacional indiano - Cáli Iuga | 1777 – 1778 1643 – 1644 4822 – 4823  |
| Calendário Holoceno                                                          | 11722                                |
| Calendário islâmico                                                          | 1134 – 1135                          |
| Calendário judaico                                                           | 5482 – 5483                          |
| Calendário persa                                                             | 1100 – 1101                          |
| Calendário rúnico                                                            | 1972                                 |
| Calendário solar tailandês                                                   | 2265                                 |

1722 (MDCCXXII, na numeração romana)  foi um ano comum do século XVIII do actual Calendário Gregoriano, da Era de Cristo, e a sua letra dominical foi D (53 semanas), teve início a uma quinta-feira e terminou também a uma quinta-feira.
| Ano completo                        |
| ----------------------------------- |
| Ano comum com início à quinta-feira |

## Eventos
- 5 de Abril - Jakob Roggeveen descobre a Ilha de Páscoa.

- É lançada a primeira pedra da Capela do Senhor das Barrocas, em Aveiro.
- Reconstrução da Ermida de Jesus, Maria, José da Urzelina, ilha de São Jorge, cuja construção é mais antiga e foi da iniciativa dos frades da Ordem dos Franciscanos.[1]

## Mortes
- 5 de Fevereiro - Éléonore d'Olbreuse, duquesa de Brunsvique-Luneburgo e Saxe-Lauenburgo (n. 1639).
- 16 de Junho - John Churchill, militar britânico e primeiro Duque de Marlborough (n. 1650).